# ATA Airlines (Iran)
ATA Airlines (Perzisch: هواپیمایی آتا) is een Iraanse luchtvaartmaatschappij met haar thuisbasis in Tabriz en Teheran.

## Geschiedenis
ATA Airlines werd opgericht in 2009, maar is pas in 2010 begonnen met actief op andere bestemmingen te vliegen.

## Vloot
De vloot bestaat (per 21 augustus 2015) uit:
| Vliegtuigtype           | Totaal | Bestellingen | Passagiers per klasse | Passagiers per klasse | Passagiers per klasse | Passagiers per klasse | Passagiers per klasse | In dienst sinds               |
| Vliegtuigtype           | Totaal | Bestellingen | C                     | Y                     | J                     | P                     | Totaal                | In dienst sinds               |
| ----------------------- | ------ | ------------ | --------------------- | --------------------- | --------------------- | --------------------- | --------------------- | ----------------------------- |
| Airbus A320-200         | 6      | —            | 0                     | 0                     | 0                     | 147                   | 147                   | 2010                          |
| McDonnell Douglas MD-83 | 4      | —            | 0                     | 0                     | 12                    | 133                   | 145                   | 2010                          |
| Totaal                  | 10     | —            |                       |                       |                       |                       |                       | Gegevens per 21 augustus 2015 |